# Tumbewci
Tumbewci (bułg. Тумбевци) – wieś w Bułgarii, w obwodzie Wielkie Tyrnowo, w gminie Elena. W 2024 roku liczyła 21 mieszkańców.